# Комар (шхуна, 1849)
«Комар» — парусная шхуна Каспийской флотилии Российской империи.

## Описание шхуны
Парусная деревянная шхуна водоизмещением 134 тонны, одна из четырёх шхун типа «Змея». Длина шхуны между перпендикулярами составляла 20,4—20,42 метра, ширина — 6,4 метра. Вооружение судна состояло из четырёх пушек.

## История службы
Парусная шхуна «Комар» была заложена в 1849 году в Або, в том же году судно было спущено на воду и совместно со шхуной «Муха» переведено в Кронштадт. Строительство вёл кораблестроитель Юргенсон. В следующем году шхуна по внутренним водным путям совершила переход из Санкт-Петербурга в Астрахань и вошла в состав Каспийской флотилии Российской империи.
С 1850 по 1874 год ежегодно выходила в плавания в Каспийское море, в том числе базируясь на Астрабадскую станцию в 1852 и 1853 годах. В кампанию 1872 года командир шхуны капитан-лейтенант П. В. Канин был награждён орденом Святого Станислава III степени, а в кампанию следующего 1873 года он же получил персидский орден Льва и Солнца III степени. 
19 сентября (1 октября) 1852 года в составе отряда капитана 2-го ранга И. И. Свинкина, состоявшего помимо шхуны из парохода «Волга» и шхуны «Тарантул», участвовала в обстреле аула Гасан-Кули и высадке десанта в ответ на обстрел туркменами брига «Мангишлак». Корабли отряда подвели на буксире к берегу лодки, вооружённые однофунтовыми фальконетами и заняли позицию напротив посёлка. Гассанкулинцам было предложено освободить захваченных при нападении на бриг пленников и выдать ответственных за организацию нападения. В связи с тем, что ответ получен не был, огнем с судов и лодок отряда, несмотря на ответный ружейный огонь с берега, было уничтожено 26 находившихся у посёлка киржимов. Уничтожение флотилии привело к снижению в течение последующих двух лет пиратской активности и возвращению через посредников восьми подданных Российской империи и нескольких персидских пленников захваченных в разное время на Каспии.
В кампанию 1872 года также находилась при Астрабадской станции и использовалась для снабжения маяков.
Шхуна «Комар» была исключена из списков судов флотилии 3 (15) мая 1875 года.

## Командиры шхуны
Командирами парусной шхуны «Комар» в составе Российского императорского флота в разное время служили:
- лейтенант Г. П. Сфурса-Жиркевич (1849 год[комм. 3])[11];
- лейтенант П. А. Курош (1852—1853 годы)[12];
- капитан-лейтенант Л. Л. Токмачев (1854 год)[13];
- лейтенант князь А. Н. Ухтомский (1855 год)[14];
- П. И. Гавришев (до 20 мая 1857 года);
- капитан-лейтенант П. В. Канин (1871—1874 годы)[15].